# Clemens Löhr
Clemens Löhr (Frankfurt am Main, 10 april 1968) is een Duitse acteur.
Clemens volgde vier jaar lang een opleiding voor Muziek en Podiumkunsten. Na het behalen van zijn diploma speelde hij in toneelstukken in Mainz, Frankfurt am Main en Bonn. Ook speelde hij vele rollen in Duitse televisieseries. In Duitsland is hij vooral bekend door zijn rol als Simon Roloff in Verbotene Liebe. Sinds juni 2009 speelt hij de rol van Alexander Cöster in Gute Zeiten - Schlechte Zeiten. Löhr nam de rol over van Nik Breidenbach.
In februari 2010 is hij vader geworden van een zoon.

## Televisie
- 1995: Tödliche Wahl
- 1999: Das fremde Kind
- 1999: Jesus 2000
- 1999: Florian – Liebe aus ganzem Herzen
- 1999: Die Wache
- 2000-2002: Verbotene Liebe - Simon Roloff
- 2003: Die Sitte - Martin Pechtl (aflevering Stiller Schei)
- 2003: Mein Platz im Leben
- 2004: Miss Texas
- 2004: St. Angela
- 2004: Wilde Engel
- 2004: Geschlechterkampf
- 2004: Frech wie Janine
- 2004: Papa ist der Boss
- 2005: Gute Zeiten - Schlechte Zeiten - Casimir von Leibhold
- 2005: Liebesleben - Ralf
- 2005: Alphateam
- 2005: Die Pathologin
- 2006: SOKO Wismar - Ralf Kapusta (aflevering Abgezockt)
- 2006: Küstenwache
- 2006: Im Namen des Gesetzes
- 2006: Alles außer Sex
- 2007: Alles Außer Sex - Arthur Hausmann
- 2007: Tatort
- 2008: Im Namen des Gesetzes - David Steffens (aflevering Ein Vater zu viel)
- 2008: Tatort – Borowski und das Mädchen im Moor
- 2009-2020: Gute Zeiten - Schlechte Zeiten - Alexander Cöster  (#2)

- 2009: SOKO Stuttgart – Babymacher (seizoen 1 aflevering 6)
- 2010: Die Rosenheim-Cops – Bei Einbruch: Mord
- 2013: Notruf Hafenkante – Riskante Entscheidung (seizoen 7 aflevering 23)

- Gemeinsame Normdatei: 1061726460
- International Standard Name Identifier: 0000 0001 3071 431X
- Library of Congress Control Number: no2003091813
- Virtual International Authority File: 311650577